# Arcyptera
Az Arcyptera a sáskafélék rendszertani családjának egyik neme. Az ide tartozó fajok Eurázsiában élnek.

## Fajok
A genusba 15 faj tartozik.  Magyarországon két faj képviseli, a szép hegyisáska és a sztyepplejtősáska; mindkettő védett.
Arcyptera Serville, 1838 alnem
- Arcyptera albogeniculata Ikonnikov, 1911
- Arcyptera coreana Shiraki, 1930
- Arcyptera ecarinata Sjöstedt, 1933
- Arcyptera flavivittata Yin & Mo, 2009
- Arcyptera fusca (Pallas, 1773) – szép hegyisáska (típusfaj)
- Arcyptera orientalis Storozhenko, 1988
- Arcyptera tornosi Bolívar, 1884

Pararcyptera Tarbinsky, 1930 alnem
- Arcyptera alzonai Capra, 1938
- Arcyptera brevipennis (Brunner von Wattenwyl, 1861)
- Arcyptera kheili Azam, 1900
- Arcyptera labiata (Brullé, 1832)
- Arcyptera mariae Navas, 1908
- Arcyptera maroccana Werner, F., 1929
- Arcyptera meridionalis Ikonnikov, 1911
- Arcyptera microptera (Fischer von Waldheim, 1833) – sztyepplejtősáska

## Fordítás
- Ez a szócikk részben vagy egészben  az   Arcypera című angol Wikipédia-szócikk ezen változatának fordításán alapul.  Az eredeti cikk szerkesztőit annak laptörténete sorolja fel. Ez a jelzés csupán a megfogalmazás eredetét és a szerzői jogokat jelzi, nem szolgál a cikkben szereplő információk forrásmegjelöléseként.